# Celles qu'on n'a pas eues
Pour plus de détails, voir Fiche technique et Distribution.
Celles qu'on n'a pas eues est un film français réalisé par Pascal Thomas, sorti en 1981.

## Synopsis
Dans un compartiment de train, des hommes racontent leurs déboires en amour. Seule l'aventure d'Emile Loubignac est positive (cependant son fils se trouve dans la même position que les autres voyageurs).
1. Frédéric, Franz, Erik, Karl-Heinz et les autres. En vacances en famille à Étretat, Francis, qui s'ennuie, assiste aux concerts nocturnes d'une mystérieuse pianiste. L'identité de la belle jeune femme, qui joue au « Chat qui pète » va révéler sa veulerie. Dépité de n'avoir pu la séduire, il fait en sorte que la jeune femme ne puisse plus venir jouer la nuit dans l'établissement, alors que c'est là qu'elle prenait sa revanche sur sa vie médiocre..
2. La chute d'un corps. Justin Laval, amoureux d'une vendeuse de parfums, est invité chez cette jeune femme, réservée comme lui. Jouant avec le chien Bounouche, il cause accidentellement sa mort (il passe par la fenêtre).
3. Entre mach 1 et mach 2 & un peu bruyante en amour. Robert, vil dragueur, ne parvient pas à séduire une hôtesse de l'air à cause d'un sale gosse. À Paris, une conquête, par ses cris de plaisir, ameute les voisins.
4. Monsieur Loubignac marie son fils. Émile Loubignac précède son grand nigaud de fils avec Mathilde, la fiancée de son fils.
5. Le Thanatopracteur. Amédée, thanatopracteur, va faire son travail chez une belle femme tout juste décédée. À sa grande surprise, elle veut faire l'amour avec lui. Il est alors pris d'une peur panique et s'enfuit à toutes jambes.
6. L'Enfance de Guillaume. Guillaume est un jeune enfant hébergé quelque temps par des amis de sa mère, paysans, pendant que sa dernière suit une convalescence, peu après la Libération. Il se lie d'amitié avec la fille de l'un des fermiers, Christine, quelques années plus âgée que lui. Elle va lui apprendre quelques-unes des joies de l'amour, jusqu'au moment où un jeune travailleur allemand vient aider à la ferme. Ancien prisonnier de guerre, il aura vite droit aux attentions de la jeune femme qui s'éloignera peu à peu du jeune Guillaume.

## Fiche technique
- Titre : Celles qu'on n'a pas eues
- Réalisation : Pascal Thomas
- Scénario et dialogues : Jacques Lourcelles (sur une idée de Roland Duval)
- Musique : Vladimir Cosma
- Son: Michel Laurent
- Photographie : Renan Pollès
- Montage : Jacques Witta
- Décors : Raoul Albert et Geoffroy Larcher
- Pays d'origine : France
- Format : Couleurs - 1,85:1 - Mono - 35 mm
- Genre : comédie
- Durée : 110 minutes
- Date de sortie : 25 février 1981 (France)

## Distribution
- Michel Aumont : Francis
- Daniel Ceccaldi : Guillaume
- Michel Galabru : Emile Loubignac
- Bernard Menez : Robert
- Sophie Grimaldi : Lucie
- Jacques François : le voyageur élégant
- Jean-Claude Martin : Justin Laval
- Christian Pereira : Julien Loubignac
- Jean-Pierre Darroussin : Amédée
- Anouk Ferjac : la morte
- Jacques Jouanneau : le mari de la morte
- Pascal Thomas : Le médecin
- Magda Mavrojani : la pianiste
- Lorna Marvin : Miarka
- Margot Van Slyke : Elsa
- Annie Jouzier : une hôtesse de l'air
- Elisabeth Margoni : Mathilde
- Roland Topor : l'escrimeur "meurtrier"
- Clément Thomas : Alain
- Danièle Gueble : "Tu m'tues"
- Henri Poirier : Le sous-directeur
- Antoine Duléry : Un policier
- Isabelle Krasniqi : Christine
- Maurice Jacquemont : Le grand père de Christine
- Aline Bertrand : La grand mère de Christine
- Florence Brière : La mère Villedieu
- Jean Claude Bouillaud : Le père de Christine
- Pierre Jean Cherer : L'ouvrier Allemand

## Bande originale
- La musique du film, signée par Vladimir Cosma, sera réutilisée par ce dernier 20 ans plus tard comme bande originale du film Le Placard de Francis Veber.